# Lombardo Oriental
El Lombardo Oriental es un grupo de lenguas habladas al este de Lombardía, en las provincias de Bérgamo, Brescia y Mantua, en el área cerca de Crema y en parte del Trentino. Sus variantes más destacadas son el bermagasco y el bresciano.
El lombardo oriental o oróbico suele considerarse un dialecto del italiano. Algunos filólogos consideran que esto no es así, ya que al confundir a su vez el lombardo como dialecto del italiano se da por hecho que también lo es su variante oriental, siendo ambas lenguas consideradas diferentes del italiano. El italiano y el lombardo oriental tienen un nivel de inteligibilidad bajo.
Al día de hoy, el lombardo oriental no está oficializado en Lombardía, siendo el idioma oficial el italiano, con lo cual la lengua esta minorizada y presenta una cantidad de hablantes que declina.

## Clasificación
El lombardo oriental u oróbico es una lengua románica que pertenece a la rama galo-itálica. Tiene más parecido con el francés, el occitano y el catalán que con el italiano. Su sustrato es de origen celta.

## Distribución geográfica
El lombardo oriental está hablado en la zona este de Lombardía, al norte de Italia, en las provincias de Bérgamo, Brescia y Mantua, en el área cerca de Crema y en parte del Trentino. Su nivel de inteligibilidad con hablares vecinos es alto, pero bajo con el de zonas periféricas. Hay diferencias entre los propios hablares lombardos orientales, ya que los hablantes de Bérgamo se entienden difícilmente con los de Mantua. Las diferencias incluyen fonética, léxico y gramática.

## Fonología
El siguiente cuadro solo muestra la fonología de la variante de Brescia. El lombardo tiene 9 vocales y 20 consonantes.
|                       | Labial | Alveolar | Palatoalveolar /palatal | Velar |
| --------------------- | ------ | -------- | ----------------------- | ----- |
| Oclusivas y africadas | p b    | t d      | tʃ dʒ                   | k ɡ   |
| Nasales               | m      | n        | ɲ                       |       |
| Vibrante              |        | r        |                         |       |
| Fricativas            | f v    | s z      | (ʃ)                     |       |
| Aproximantes          | w      |          | j                       |       |
| Laterales             |        | l        | ʎ                       |       |

| AFI | Descripción                              | Ejemplo     | Italiano | Español |
| --- | ---------------------------------------- | ----------- | -------- | ------- |
| i   | Vocal cerrada anterior no redondeada     | sich /sik/  | cinque   | cinco   |
| e   | Vocal semicerrada anterior no redondeada | sét /set/   | sete     | sed     |
| ɛ   | Vocal semiabierta anterior no redondeada | sèch /sɛk/  | secco    | árido   |
| a   | Vocal abierta anterior no redondeada     | sach /sak/  | sacco    | saco    |
| o   | Vocal semicerrada posterior redondeada   | ciót /tʃot/ | chiodo   | clavo   |
| ɔ   | Vocal semiabierta posterior redondeada   | sòch /sɔk/  | ceppo    | stump   |
| ø   | Vocal semicerrada anterior redondeada    | söt /søt/   | asciutto | seco    |
| y   | Vocal cerrada anterior redondeada        | mür /myr/   | muro     | muro    |
| u   | Vocal cerrada posterior redondeada       | mur /mur/   | gelso    | mora    |